# Midori (likeur)

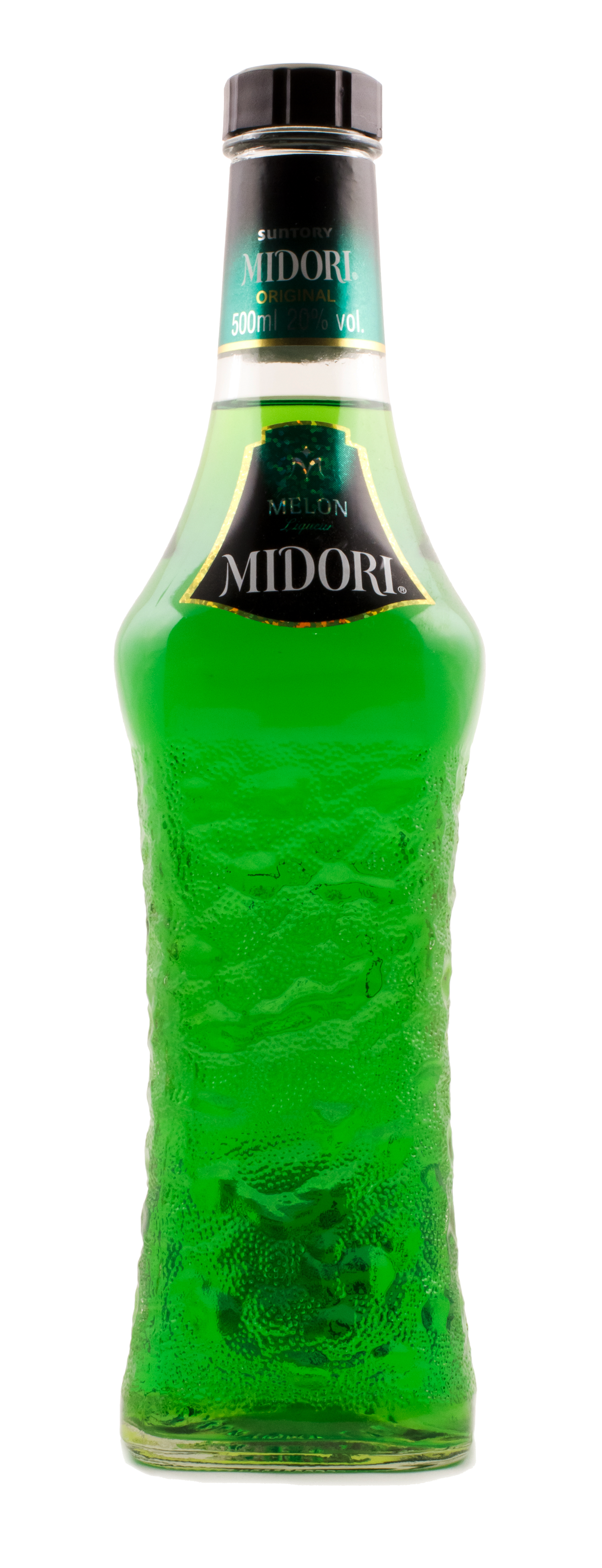
Midori

Midori is een Japanse meloenlikeur geproduceerd door de Japanse distilleerderij Suntory. De drank wordt vervaardigd door een neutrale graanlikeur te combineren met extracten uit in Japan opgekweekte yūbarimeloen en suikermeloen. Midori bevat tussen de 20-21% alcohol en is daarmee een relatief lichte likeur. De drank is bijzonder zoet en wordt mede daarom vooral gemixt of verwerkt in cocktails.

## Naam
De naam Midori (katakana: ミドリ) komt uit het Japans en betekent 'groen', naar de kleur van de drank. Hoewel, 'groen', in het Japans zelf meestal wordt geschreven met de kanji 緑 [midori] in de kun-lezing, heeft de fabrikant gekozen voor de spelling van het woord in het Latijns schrift en in katakana-karakters. Dit komt omdat de drank wereldwijd wordt geëxporteerd en de drank daarom toegankelijker is voor de niet-Japanssprekende klandizie. 

## Geschiedenis
De likeur is voor het eerst vervaardigd in 1964 onder de naam Hermes Melon Liqueur en was ontwikkeld door de Japanse wijn- en whiskyimporteur en oprichter van het bedrijf Suntory, Shinjirō Torii (1879-1962). In 1978 werd de drank geïntroduceerd in de Verenigde Staten, in Studio 54 te New York en heeft daarna populariteit vergaard als mixdrank. Het grootste deel van de productie vindt sinds 1987 plaats in Mexico. Sinds 2003 wordt de drank ook vervaardigd in Frankrijk om de Europese markt te bedienen.

## Receptaanpassing
In 2013 is de receptuur aangepast om beter te kunnen voldoen aan de tijdsgeest. Veel consumenten hadden aangegeven de drank te zoet te vinden en liever minder suiker tot zich te willen nemen. Het bedrijf Suntory heeft vanwege tegenvallende verkoopcijfers de receptuur aangepast. Sedert die tijd bevat de drank minder suiker dan voorheen en wordt deze op smaak gebracht met meloenextract in plaats van kunstmatige smaakstoffen.